# The Battle of Mexico City
The Battle of Mexico City – drugie wideo, alternatywnometalowej grupy Rage Against the Machine, wydane 20 lutego 2001 na VHS oraz w 2002 na DVD. Album nagrywany był w mieście Meksyk w hali Palacio de los Deportes. Wydanie VHS jak i DVD zawiera wywiady sam na sam z Noamem Chomskym.

## Lista utworów
1. Program start
2. "Testify"
3. "Guerrilla Radio"
4. Documentary cz.I
5. "People of the Sun"
6. Documentary cz.II
7. "Calm Like a Bomb"
8. Documentary cz.III
9. "Sleep Now in the Fire"
10. "Born of a Broken Man"
11. "Bombtrack"
12. "Know Your Enemy"
13. Documentary cz.IV
14. "No Shelter"
15. "War Within a Breath"
16. Documentary cz.V
17. "Bulls on Parade"
18. "Killing in the Name"
19. "Zapata's Blood"
20. "Freedom"

- "Bullet in the Head" został także wykonany, lecz przerobiony z oficjalnego wydania, z powodu błędów Toma Morello, który wykonywał ten utwór solo.